# Casa consistorial de Jorcas
La casa consistorial de Jorcas és un edifici situat en la localitat de Jorcas (Espanya), seu de l'ajuntament del municipi homònim. Es tracta d'un edifici de dues plantes, amb teulada a dues aigües, i amb una llotja amb tres arcs a la planta baixa, com és costum en el sud d'Aragó. Va ser construïda en 1597, i restaurada al segle xx.